# Hemerobius rudebecki
Hemerobius rudebecki är en insektsart som beskrevs av Bo Tjeder 1961. Hemerobius rudebecki ingår i släktet Hemerobius och familjen florsländor. Inga underarter finns listade i Catalogue of Life.